# (104) Klymene
(104) Klymene ist ein Asteroid des äußeren Hauptgürtels, der am 13. September 1868 vom US-amerikanischen Astronomen James Craig Watson am Detroit Observatory in Ann Arbor entdeckt wurde.
Es gibt etwa zehn mythologische Figuren mit dem Namen Klymene. In der Ilias ist Klymene eine Dienerin der Helena, die ihre Herrin begleitete, als Paris sie entführte. Klymene ist auch als Tochter von Okeanos und Tethys und Mutter von Epimetheus und Prometheus bekannt.
Aufgrund der Bahneigenschaften wird (104) Klymene zur Themis-Familie gezählt.

## Wissenschaftliche Auswertung
Aus Ergebnissen der IRAS Minor Planet Survey (IMPS) wurden 1992 Angaben zu Durchmesser und Albedo für zahlreiche Asteroiden abgeleitet, darunter auch (104) Klymene, für die damals Werte von 123,7 km bzw. 0,06 erhalten wurden. Bei hochaufgelösten Aufnahmen mit dem Adaptive Optics (AO)-System am Teleskop II des Keck-Observatoriums auf Hawaiʻi im Infraroten am 6. und 7. Dezember 2003 wurde der mittlere Durchmesser zu 133 km bestimmt und das Achsenverhältnis der elliptischen Gestalt bestimmt. Die Aufnahme des ersten Beobachtungstags ließ darauf schließen, dass der Asteroid eine gegabelte Form hat, die aus zwei deutlich unterscheidbaren Keulen oder Lappen besteht, die miteinander in Kontakt stehen. Dies konnte aber durch die Aufnahme des Folgetags nicht bestätigt werden. Eine Auswertung von Beobachtungen durch das Projekt NEOWISE im nahen Infrarot führte 2011 zu vorläufigen Werten für den Durchmesser und die Albedo im sichtbaren Bereich von 125,8 km bzw. 0,05. Nachdem die Werte nach neuen Messungen mit NEOWISE 2012 auf 136,6 km bzw. 0,05 korrigiert worden waren, wurden sie 2014 auf 129,0 km bzw. 0,05 geändert. Nach der Reaktivierung von NEOWISE im Jahr 2013 und Registrierung neuer Daten wurden die Werte 2015 zunächst mit 124,6 km bzw. 0,04 angegeben und dann 2016 korrigiert zu 119,0 km bzw. 0,04, diese Angaben beinhalten aber alle hohe Unsicherheiten.
Eine spektroskopische Untersuchung von 820 Asteroiden zwischen November 1996 und September 2001 am La-Silla-Observatorium in Chile ergab für (104) Klymene eine taxonomische Klassifizierung als Caa- bzw. Ch-Typ.
Eine photometrische Beobachtung von (104) Klymene erfolgte erstmals in 1977, damals gelang aber nur eine ungefähre Bestimmung der Rotationsperiode zu etwa 9 h. Neue Messungen wurden vom 10. September bis 1. November 1991 an der Außenstelle Tschuhujiw des Charkiw-Observatoriums in der Ukraine durchgeführt. Aus der aufgezeichneten Lichtkurve konnte nun eine Rotationsperiode von 8,984 h bestimmt werden.
Die Auswertung von zwölf vorliegenden Lichtkurven und zusätzlichen Daten der Lowell Photometric Database ermöglichte dann in einer Untersuchung von 2016 die Erstellung eines Gestaltmodells für den Asteroiden und die Angabe zweier alternativer Lösungen für die Position der Rotationsachse, beide nahezu in der Ebene der Ekliptik gelegen, und einer Rotationsperiode von 8,98059 h.
Aus archivierten Daten des Asteroid Terrestrial-impact Last Alert System (ATLAS) aus dem Zeitraum 2015 bis 2018 konnte in einer Untersuchung von 2022 mit der Methode der konvexen Inversion eine Rotationsperiode von 8,9805 h berechnet werden.